# 渡辺剛 (ヴァイオリニスト)
渡辺 剛（わたなべ つよし、1968年9月4日 - ）は、日本のヴァイオリニスト。

## 略歴
大阪府生まれ。高槻市、石川県金沢市育ち。京都市立京都堀川音楽高等学校、東京藝術大学音楽学部卒業。1990年より「G-クレフ」の一員として活動。第41回NHK紅白歌合戦出場。1994年 G-クレフ解散。1995年「サラリーマン専科」（松竹映画）音楽担当に抜擢。1996年ソロ・アルバム『GET』（Sony Records）が発売されバンドを結成。同時期スタジオで出会ったALI PROJECTの録音・コンサートに以来ほぼ毎回のように参加。2001年パフォーマンスユニットREDxRED SOUL COMPANYの立ち上げ、2002年「売り言葉」に出演（野田秀樹作・演出、大竹しのぶ主演）。2005年、2019年発売のアンプラグド・アルバム『WALKIN' TOMORROW』『WALKIN' TOMORROW 2』（WATANABE Records）では、親交のあった深町純、告井延隆らがクレジットされる。2006年から加藤登紀子のサポートを続けている。